# Laccophilus clarki
Laccophilus clarki är en skalbaggsart som beskrevs av Sharp 1882. Laccophilus clarki ingår i släktet Laccophilus och familjen dykare. Inga underarter finns listade i Catalogue of Life.